# 富山市

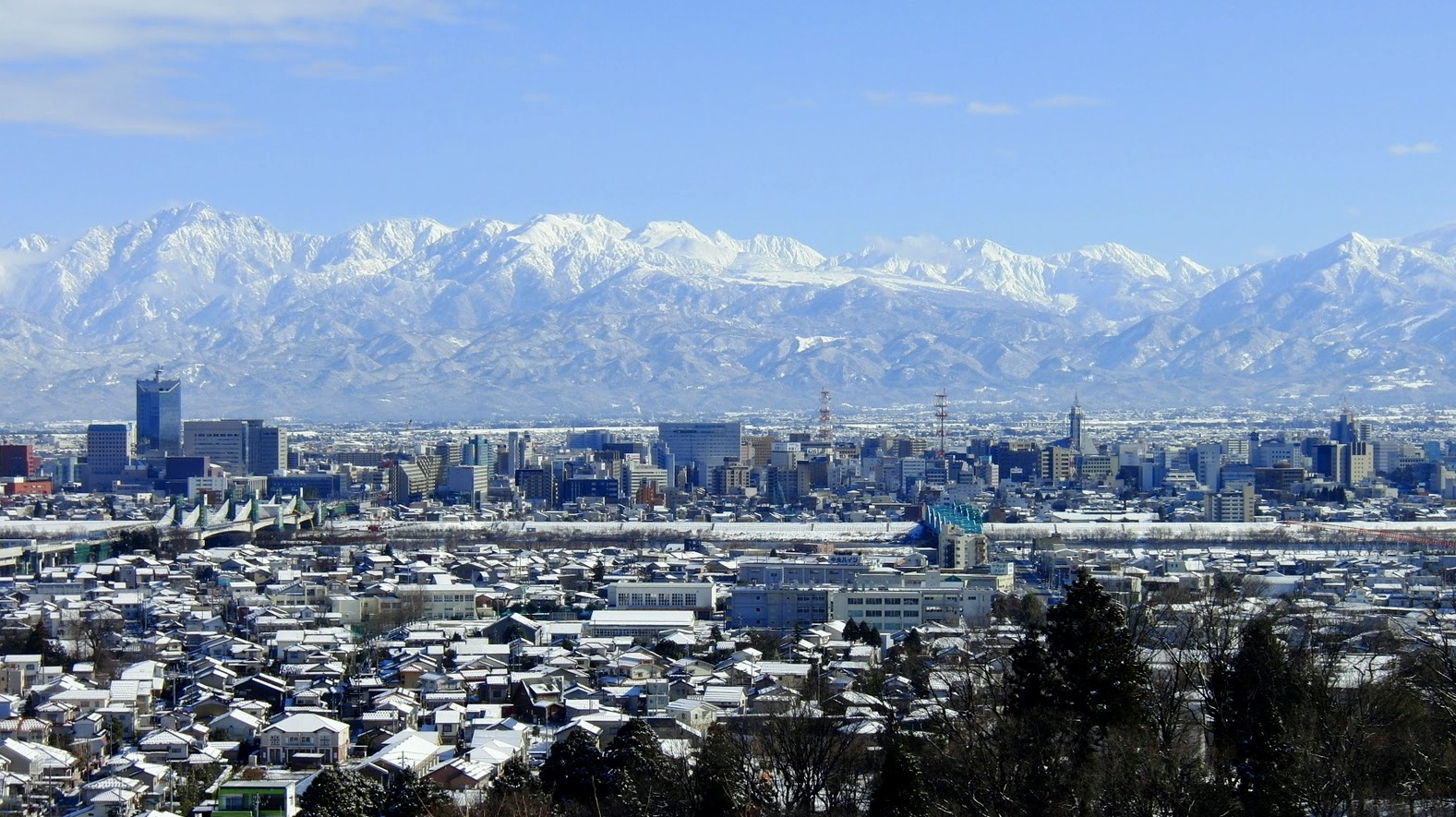
從吳羽丘陵看到的富山市區建築和遠處的立山連峰

富山市（日语：／ Toyama shi */?）是位於日本富山縣中部的城市，為富山縣首府，無論是人口還是面積都是富山縣最大的行政區劃，其面積占全縣總面積近百分之三十；在全日本的都道府縣廳所在地中僅次於靜岡縣靜岡市。北側臨富山灣，南側以飛驒高地和北阿爾卑斯立山連峰與岐阜縣相隔；南部山區地形險峻，多為山林地，主要市區位於北部的富山平原神通川和常願寺川兩條河川之間，西南部為吳羽丘陵。市內擁有海岸、平原、丘陵、山林地和高山等多種地形樣貌及景觀。
由於水資源豐富，富山市沿海區域在20世紀初期即開始發展工業，北陸電力在神通川出海口左岸設有富山火力發電廠，目前富山市也是日本在日本海一側的主要工業城市。同時由於本地從17世紀就開始發展製藥產業，現在的富山市在日本亦有「藥都」的別名，除了至今在市區內仍有不少傳統的藥店，轄內也形成的製藥工業的聚落，包括富山化學工業、日產化學、富士製藥工業、富士藥品多家製藥公司都在此設立工廠。
由於當地是富山縣的主要城市，有數支職業運動球隊以此為主要據點，包括日本職業足球聯賽的富山勝利、B聯賽的富山松雞、棒球挑戰聯盟的富山GRN雷鳥。

## 氣候
富山市和日本的地部分地區同樣属于柯本气候分类法下的副热带湿润气候，在日本的氣候分類中則是屬於日本海側氣候，在夏季比較溫暖乾燥，冬季時常出現降雪量大，甚至是暴雪等天氣，也因此全市被日本劃為豪雪地帶，南部山區更是特別豪雪地帶，其年平均降雪量也达到了3.8米（12英尺）。
| 富山市（1981–2010）       | 富山市（1981–2010） | 富山市（1981–2010） | 富山市（1981–2010） | 富山市（1981–2010） | 富山市（1981–2010） | 富山市（1981–2010） | 富山市（1981–2010） | 富山市（1981–2010） | 富山市（1981–2010） | 富山市（1981–2010） | 富山市（1981–2010） | 富山市（1981–2010） | 富山市（1981–2010） |
| 月份                      | 1月                 | 2月                 | 3月                 | 4月                 | 5月                 | 6月                 | 7月                 | 8月                 | 9月                 | 10月                | 11月                | 12月                | 全年                |
| ------------------------- | ------------------- | ------------------- | ------------------- | ------------------- | ------------------- | ------------------- | ------------------- | ------------------- | ------------------- | ------------------- | ------------------- | ------------------- | ------------------- |
| 历史最高温 °C（°F）       | 20.9 (69.6)         | 22.5 (72.5)         | 25.7 (78.3)         | 32.4 (90.3)         | 33.3 (91.9)         | 36.4 (97.5)         | 38.8 (101.8)        | 39.5 (103.1)        | 38.3 (100.9)        | 33.3 (91.9)         | 29.2 (84.6)         | 24.8 (76.6)         | 39.5 (103.1)        |
| 平均高温 °C（°F）         | 6.0 (42.8)          | 6.8 (44.2)          | 10.9 (51.6)         | 17.3 (63.1)         | 21.9 (71.4)         | 25.1 (77.2)         | 29.0 (84.2)         | 30.9 (87.6)         | 26.5 (79.7)         | 21.1 (70.0)         | 15.3 (59.5)         | 9.6 (49.3)          | 18.4 (65.1)         |
| 平均低温 °C（°F）         | −0.3 (31.5)         | −0.3 (31.5)         | 2.2 (36.0)          | 7.2 (45.0)          | 12.6 (54.7)         | 17.4 (63.3)         | 21.5 (70.7)         | 22.9 (73.2)         | 18.8 (65.8)         | 12.4 (54.3)         | 6.8 (44.2)          | 2.4 (36.3)          | 10.3 (50.5)         |
| 历史最低温 °C（°F）       | −11.9 (10.6)        | −11.1 (12.0)        | −7 (19)             | −2.2 (28.0)         | 2.3 (36.1)          | 7.7 (45.9)          | 13.0 (55.4)         | 14.1 (57.4)         | 8.9 (48.0)          | 1.9 (35.4)          | −2 (28)             | −8.5 (16.7)         | −11.9 (10.6)        |
| 平均降水量 mm（）         | 259.5 (10.22)       | 172.1 (6.78)        | 158.5 (6.24)        | 122.2 (4.81)        | 134.2 (5.28)        | 182.6 (7.19)        | 240.4 (9.46)        | 168.3 (6.63)        | 220.2 (8.67)        | 160.7 (6.33)        | 234.4 (9.23)        | 247.0 (9.72)        | 2,300.1 (90.56)     |
| 平均降雪量 cm（）         | 159 (63)            | 125 (49)            | 36 (14)             | 1 (0.4)             | 0 (0)               | 0 (0)               | 0 (0)               | 0 (0)               | 0 (0)               | 0 (0)               | 2 (0.8)             | 57 (22)             | 380 (149.2)         |
| 平均降水天数（≥ 0.5 mm）  | 23.7                | 19.9                | 18.7                | 13.1                | 11.8                | 12.3                | 14.7                | 11.0                | 13.9                | 14.4                | 17.7                | 22.0                | 193.2               |
| 平均降雪天数              | 19.1                | 16.1                | 9.1                 | 0.8                 | 0                   | 0                   | 0                   | 0                   | 0                   | 0.6                 | 1.0                 | 9.7                 | 56.4                |
| 平均相對濕度（％）        | 82                  | 79                  | 73                  | 69                  | 72                  | 79                  | 81                  | 77                  | 79                  | 77                  | 77                  | 80                  | 77                  |
| 月均日照時數              | 68.1                | 86.3                | 131.3               | 174.9               | 191.1               | 150.2               | 147.1               | 201.3               | 133.1               | 142.7               | 102.8               | 75.8                | 1,604.7             |
| 来源1：日本气象厅         |                     |                     |                     |                     |                     |                     |                     |                     |                     |                     |                     |                     |                     |
| 来源2：日本气象厅（记录） |                     |                     |                     |                     |                     |                     |                     |                     |                     |                     |                     |                     |                     |

## 人口
| 富山市人口分布圖 |                                               |  |
| 富山市與日本全國年齡別人口分布比較圖 （2005年資料） | 富山市的年齡、男女別人口分布圖 （2005年資料） |  |
| ■紫色是富山市 ■綠色是全国 | ■藍色是男性 ■紅色是女性                       |  |
| 富山市人口變化 \| 1970年 \| 350,085人 \| \| \| 1975年 \| 372,835人 \| \| \| 1980年 \| 391,554人 \| \| \| 1985年 \| 401,070人 \| \| \| 1990年 \| 408,942人 \| \| \| 1995年 \| 417,595人 \| \| \| 2000年 \| 420,804人 \| \| \| 2005年 \| 421,239人 \| \| \| 2010年 \| 421,953人 \| \| \| 2015年 \| 418,686人 \| \| \| 2020年 \| 413,938人 \| \| |                                               |  |
| 資料來源：日本總務省統計中心提供之人口普查數據 |                                               |  |
| 1970年 | 350,085人                                     |  |
| 1975年 | 372,835人                                     |  |
| 1980年 | 391,554人                                     |  |
| 1985年 | 401,070人                                     |  |
| 1990年 | 408,942人                                     |  |
| 1995年 | 417,595人                                     |  |
| 2000年 | 420,804人                                     |  |
| 2005年 | 421,239人                                     |  |
| 2010年 | 421,953人                                     |  |
| 2015年 | 418,686人                                     |  |
| 2020年 | 413,938人                                     |  |

## 歷史

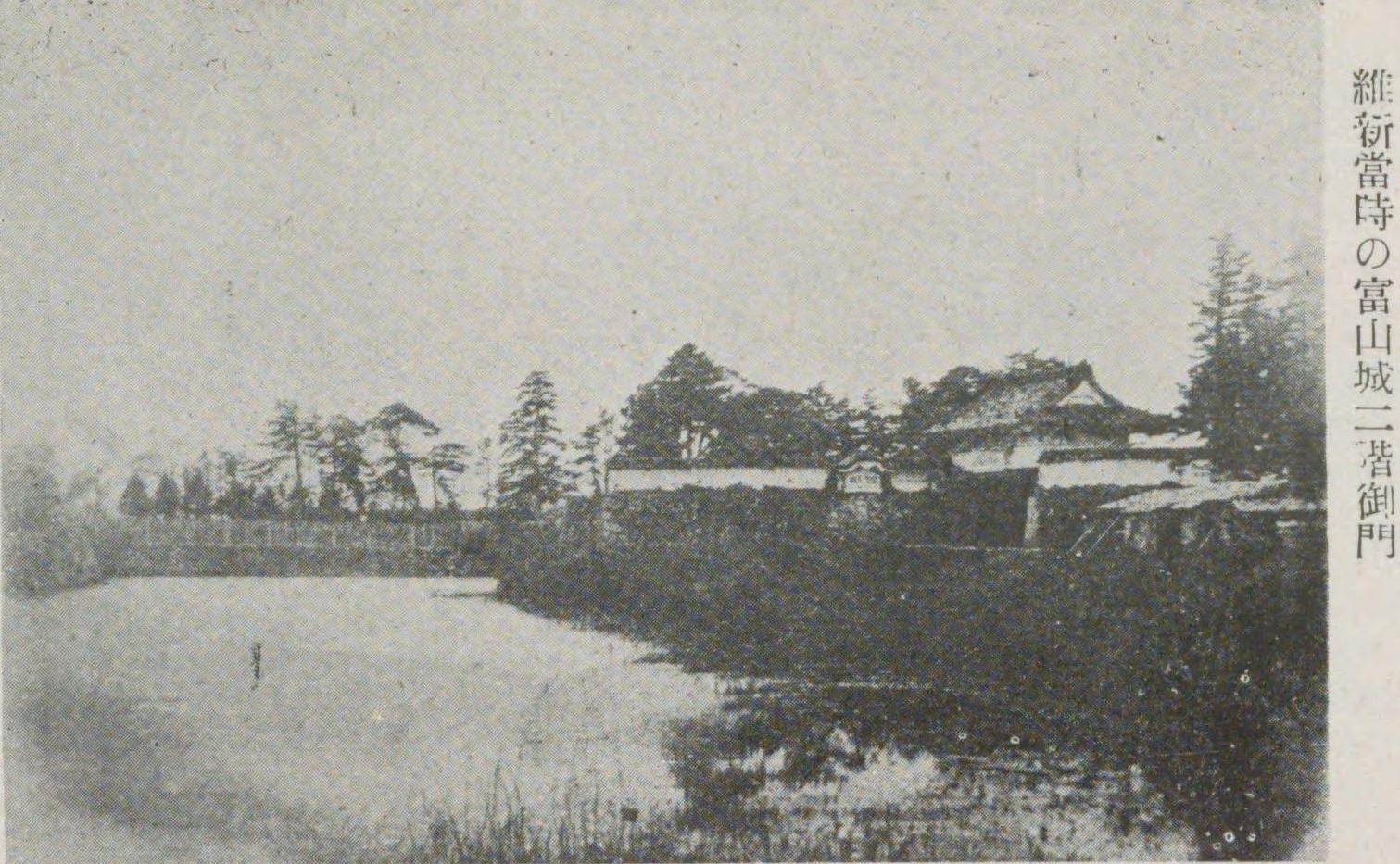
19世紀末的富山城二支丸二階櫓御門

現在的富山市轄區過去在令制國時代屬於越中國，並以神通川為界，以西屬於婦負郡，以東屬於新川郡。
14世紀畠山氏成為越中守護後，婦負郡和新川郡分別被由神保氏及椎名氏擔任守護代，在15世紀畠山氏的勢力衰退後，神保氏及椎名氏開始在此相互爭戰，並間接成為週邊的上杉謙信和武田信玄對抗的戰場；16世紀中神保長職在此建立富山城作為對抗的據點，最終在1580年織田信長派遣佐佐成政介入後越中國的紛爭後，越中國為織田信長所掌控，佐佐成政在1582年領有整個越中國後，以富山城作為其治理整個越中國的居城。
1585年豐臣秀吉發動越中征伐擊敗佐佐成政後，此地成為前田利長的領地，進入江戶時代後也隨之屬於前田氏加賀藩。1639年加賀藩以富山城為中心建立支藩富山藩，並將婦負郡全郡及新川郡西部鄰近婦負郡的區域劃入富山藩，此後直到19世紀江戶時代結束時，此區域都是屬於富山藩。
19世紀末明治維新實施廢藩置縣後，原屬加賀藩和富山藩的區域分別改隸屬金澤縣及富山縣，在1871年的第一次府縣整併後被劃入新設立的新川縣；不過在1876年的第二次府縣整併中，隨著新川縣被併入由原金澤縣更名而成的石川縣，直到1883年才與過去原屬越中國的區域自石川縣中分出，隸屬新設立的富山縣。
1889年日本開始實施市制，富山成為當時全日本第一批設立的「市」級行政區劃之一，成為富山市；最初的富山市的轄區為過去富山城下町為主，面積僅1.9平方公里。現在的富山市轄區在1889年時還包括當時周邊的四方町、八尾町、百塚村、草島村、倉垣村、八幡村、長岡村、寒江村、西吳羽村、東吳羽村、朝日村、鵜坂村、神明村、速星村、熊野村、杉原村、保內村、千里村、富川村、古里村、池多村、古澤村、音川村、山田村、大長谷村、仁步村、室牧村、野積村、黑瀨谷村、卯花村、細入村、宮川村、櫻谷村、老田村、堀川村、蜷川村、新保村、大久保村、大澤野村、下田村、船峅村、福澤村、熊野村、大村、月岡村、上瀧町、大山村、太田村、山室村、新町、島村、針原村、濱黑崎村、大廣田村、東岩瀨町、豐田村、廣田村、奧田村、西水橋町、東水橋町、下條村、上條村、東三鄉村、西三鄉村共64個行政區劃。
自1920年代開始，富山市開始陸續將周邊的行政區劃併入，至1960年代結束時，富山市的面積已達208平方公里；同時在富山市南側的行政區劃也陸續被整併為婦中町、八尾町、大澤野町、大山町四個行政區劃，另外在南側山區中還有細入村和山田村兩個未曾參與整併過的行政區劃；2000年代日本政府開始推動平成大合併，因此原本的富山市在2005年與這六個行政區劃合併，合併後的新城市仍然名為富山市，轄區則從北側的富山灣沿岸一直涵蓋到南側的飛驒高地和北阿爾卑斯立山連峰，面積一口氣增加1,000平方公里達到1,241平方公里。

### 變遷表
| 1889年4月1日 | 1889年 - 1912年 | 1912年 - 1944年              | 1912年 - 1944年              | 1945年 - 1954年             | 1955年 - 1989年            | 1955年 - 1989年           | 1989年 - 現在              | 現在                       |
| ------------ | --------------- | ---------------------------- | ---------------------------- | --------------------------- | -------------------------- | ------------------------- | -------------------------- | -------------------------- |
| 山田村       | 山田村          | 山田村                       | 山田村                       | 山田村                      | 山田村                     | 山田村                    | 2005年4月1日 合併為富山市  | 2005年4月1日 合併為富山市  |
| 細入村       |                 |                              |                              |                             |                            |                           | 2005年4月1日 合併為富山市  | 2005年4月1日 合併為富山市  |
| 福澤村       | 福澤村          | 福澤村                       | 福澤村                       | 福澤村                      | 1955年1月1日 合併為大山町  | 1955年1月1日 合併為大山町 | 2005年4月1日 合併為富山市  | 2005年4月1日 合併為富山市  |
| 大村         |                 |                              |                              |                             | 1955年1月1日 合併為大山町  | 1955年1月1日 合併為大山町 | 2005年4月1日 合併為富山市  | 2005年4月1日 合併為富山市  |
| 上瀧町       |                 |                              |                              |                             | 1955年1月1日 合併為大山町  | 1955年1月1日 合併為大山町 | 2005年4月1日 合併為富山市  | 2005年4月1日 合併為富山市  |
| 大山村       |                 |                              |                              |                             | 1955年1月1日 合併為大山町  | 1955年1月1日 合併為大山町 | 2005年4月1日 合併為富山市  | 2005年4月1日 合併為富山市  |
| 大久保村     | 大久保村        | 1913年12月1日 改制為大久保町 | 1913年12月1日 改制為大久保町 | 1954年12月10日 併入大澤野町 | 大澤野町                   | 大澤野町                  | 2005年4月1日 合併為富山市  | 2005年4月1日 合併為富山市  |
| 下田村       | 下田村          | 1939年4月1日 改制為大澤野町  | 1939年4月1日 改制為大澤野町  | 1954年4月1日 合併為大澤野町 | 大澤野町                   | 大澤野町                  | 2005年4月1日 合併為富山市  | 2005年4月1日 合併為富山市  |
| 船峅村       |                 |                              |                              | 1954年4月1日 合併為大澤野町 | 大澤野町                   | 大澤野町                  | 2005年4月1日 合併為富山市  | 2005年4月1日 合併為富山市  |
| 大澤野村     |                 |                              |                              | 1954年4月1日 合併為大澤野町 | 大澤野町                   | 大澤野町                  | 2005年4月1日 合併為富山市  | 2005年4月1日 合併為富山市  |
| 黑瀨谷村     | 黑瀨谷村        | 黑瀨谷村                     | 黑瀨谷村                     | 1953年12月1日 併入大澤野町  | 大澤野町                   | 大澤野町                  | 2005年4月1日 合併為富山市  | 2005年4月1日 合併為富山市  |
| 黑瀨谷村     | 黑瀨谷村        | 黑瀨谷村                     | 黑瀨谷村                     | 1957年11月1日 合併為八尾町  |                            |                           | 2005年4月1日 合併為富山市  | 2005年4月1日 合併為富山市  |
| 八尾町       | 八尾町          | 八尾町                       | 八尾町                       | 1953年12月1日 合併為八尾町  |                            |                           | 2005年4月1日 合併為富山市  | 2005年4月1日 合併為富山市  |
| 杉原村       |                 |                              |                              | 1953年12月1日 合併為八尾町  |                            |                           | 2005年4月1日 合併為富山市  | 2005年4月1日 合併為富山市  |
| 保內村       |                 |                              |                              | 1953年12月1日 合併為八尾町  |                            |                           | 2005年4月1日 合併為富山市  | 2005年4月1日 合併為富山市  |
| 室牧村       |                 |                              |                              | 1953年12月1日 合併為八尾町  |                            |                           | 2005年4月1日 合併為富山市  | 2005年4月1日 合併為富山市  |
| 卯花村       |                 |                              |                              | 1953年12月1日 合併為八尾町  |                            |                           | 2005年4月1日 合併為富山市  | 2005年4月1日 合併為富山市  |
| 大長谷村     |                 |                              |                              |                             |                            |                           | 2005年4月1日 合併為富山市  | 2005年4月1日 合併為富山市  |
| 仁步村       |                 |                              |                              |                             |                            |                           | 2005年4月1日 合併為富山市  | 2005年4月1日 合併為富山市  |
| 野積村       |                 |                              |                              |                             |                            |                           | 2005年4月1日 合併為富山市  | 2005年4月1日 合併為富山市  |
| 朝日村       | 朝日村          | 朝日村                       | 朝日村                       | 朝日村                      | 1955年1月1日 合併為婦中町  | 婦中町                    | 2005年4月1日 合併為富山市  | 2005年4月1日 合併為富山市  |
| 鵜坂村       | 鵜坂村          | 鵜坂村                       | 1942年6月1日 合併為婦中町    | 1942年6月1日 合併為婦中町   | 1955年1月1日 合併為婦中町  | 婦中町                    | 2005年4月1日 合併為富山市  | 2005年4月1日 合併為富山市  |
| 速星村       |                 |                              | 1942年6月1日 合併為婦中町    | 1942年6月1日 合併為婦中町   | 1955年1月1日 合併為婦中町  | 婦中町                    | 2005年4月1日 合併為富山市  | 2005年4月1日 合併為富山市  |
| 熊野村       |                 |                              |                              |                             | 1955年1月1日 合併為婦中町  | 婦中町                    | 2005年4月1日 合併為富山市  | 2005年4月1日 合併為富山市  |
| 宮川村       |                 |                              |                              |                             | 1955年1月1日 合併為婦中町  | 婦中町                    | 2005年4月1日 合併為富山市  | 2005年4月1日 合併為富山市  |
| 千里村       | 千里村          | 千里村                       | 1942年6月20日 合併為神保村   | 1942年6月20日 合併為神保村  | 1959年1月1日 併入婦中町    | 婦中町                    | 2005年4月1日 合併為富山市  | 2005年4月1日 合併為富山市  |
| 富川村       |                 |                              | 1942年6月20日 合併為神保村   | 1942年6月20日 合併為神保村  | 1959年1月1日 併入婦中町    | 婦中町                    | 2005年4月1日 合併為富山市  | 2005年4月1日 合併為富山市  |
| 古里村       |                 |                              |                              |                             | 1959年1月1日 併入婦中町    | 婦中町                    | 2005年4月1日 合併為富山市  | 2005年4月1日 合併為富山市  |
| 音川村       |                 |                              |                              |                             | 1959年1月1日 併入婦中町    | 婦中町                    | 2005年4月1日 合併為富山市  | 2005年4月1日 合併為富山市  |
| 西水橋町     | 西水橋町        | 西水橋町                     | 1940年11月15日 合併為水橋町  | 1954年4月1日 合併為水橋町   | 1954年4月1日 合併為水橋町  | 1966年5月1日 併入富山市   | 2005年4月1日 合併為富山市  | 2005年4月1日 合併為富山市  |
| 東水橋町     |                 |                              | 1940年11月15日 合併為水橋町  | 1954年4月1日 合併為水橋町   | 1954年4月1日 合併為水橋町  | 1966年5月1日 併入富山市   | 2005年4月1日 合併為富山市  | 2005年4月1日 合併為富山市  |
| 下條村       |                 |                              | 1940年11月15日 合併為水橋町  | 1954年4月1日 合併為水橋町   | 1954年4月1日 合併為水橋町  | 1966年5月1日 併入富山市   | 2005年4月1日 合併為富山市  | 2005年4月1日 合併為富山市  |
| 上條村       |                 |                              |                              | 1954年4月1日 合併為水橋町   | 1954年4月1日 合併為水橋町  | 1966年5月1日 併入富山市   | 2005年4月1日 合併為富山市  | 2005年4月1日 合併為富山市  |
| 東三鄉村     | 東三鄉村        | 1926年12月10日 合併為三鄉村  | 1926年12月10日 合併為三鄉村  | 1954年4月1日 合併為水橋町   | 1954年4月1日 合併為水橋町  | 1966年5月1日 併入富山市   | 2005年4月1日 合併為富山市  | 2005年4月1日 合併為富山市  |
| 西三鄉村     |                 | 1926年12月10日 合併為三鄉村  | 1926年12月10日 合併為三鄉村  | 1954年4月1日 合併為水橋町   | 1954年4月1日 合併為水橋町  | 1966年5月1日 併入富山市   | 2005年4月1日 合併為富山市  | 2005年4月1日 合併為富山市  |
| 新保村       | 新保村          | 新保村                       | 新保村                       | 新保村                      | 1955年4月1日 合併為富南村  | 1960年10月1日 併入富山市  | 2005年4月1日 合併為富山市  | 2005年4月1日 合併為富山市  |
| 熊野村       |                 |                              |                              |                             | 1955年4月1日 合併為富南村  | 1960年10月1日 併入富山市  | 2005年4月1日 合併為富山市  | 2005年4月1日 合併為富山市  |
| 月岡村       |                 |                              |                              |                             | 1955年4月1日 合併為富南村  | 1960年10月1日 併入富山市  | 2005年4月1日 合併為富山市  | 2005年4月1日 合併為富山市  |
| 堀川村       | 堀川村          | 1931年4月1日 改制為堀川町    | 1942年5月20日 併入富山市     | 富山市                      | 富山市                     | 富山市                    | 2005年4月1日 合併為富山市  | 2005年4月1日 合併為富山市  |
| 蜷川村       |                 |                              | 1942年5月20日 併入富山市     | 富山市                      | 富山市                     | 富山市                    | 2005年4月1日 合併為富山市  | 2005年4月1日 合併為富山市  |
| 太田村       |                 |                              | 1942年5月20日 併入富山市     | 富山市                      | 富山市                     | 富山市                    | 2005年4月1日 合併為富山市  | 2005年4月1日 合併為富山市  |
| 山室村       |                 |                              | 1942年5月20日 併入富山市     | 富山市                      | 富山市                     | 富山市                    | 2005年4月1日 合併為富山市  | 2005年4月1日 合併為富山市  |
| 新町         | 新町            | 新町                         | 1940年9月1日 併入富山市      | 富山市                      | 富山市                     | 富山市                    | 2005年4月1日 合併為富山市  | 2005年4月1日 合併為富山市  |
| 島村         |                 |                              | 1940年9月1日 併入富山市      | 富山市                      | 富山市                     | 富山市                    | 2005年4月1日 合併為富山市  | 2005年4月1日 合併為富山市  |
| 針原村       |                 |                              | 1940年9月1日 併入富山市      | 富山市                      | 富山市                     | 富山市                    | 2005年4月1日 合併為富山市  | 2005年4月1日 合併為富山市  |
| 濱黑崎村     |                 |                              | 1940年9月1日 併入富山市      | 富山市                      | 富山市                     | 富山市                    | 2005年4月1日 合併為富山市  | 2005年4月1日 合併為富山市  |
| 大廣田村     |                 |                              | 1940年9月1日 併入富山市      | 富山市                      | 富山市                     | 富山市                    | 2005年4月1日 合併為富山市  | 2005年4月1日 合併為富山市  |
| 東岩瀨町     |                 |                              | 1940年9月1日 併入富山市      | 富山市                      | 富山市                     | 富山市                    | 2005年4月1日 合併為富山市  | 2005年4月1日 合併為富山市  |
| 豐田村       |                 |                              | 1940年9月1日 併入富山市      | 富山市                      | 富山市                     | 富山市                    | 2005年4月1日 合併為富山市  | 2005年4月1日 合併為富山市  |
| 廣田村       |                 |                              | 1940年9月1日 併入富山市      | 富山市                      | 富山市                     | 富山市                    | 2005年4月1日 合併為富山市  | 2005年4月1日 合併為富山市  |
| 奧田村       | 奧田村          | 1935年4月1日 併入富山市      | 富山市                       | 富山市                      | 富山市                     | 富山市                    | 2005年4月1日 合併為富山市  | 2005年4月1日 合併為富山市  |
| 富山市       |                 |                              | 富山市                       | 富山市                      | 富山市                     | 富山市                    | 2005年4月1日 合併為富山市  | 2005年4月1日 合併為富山市  |
| 櫻谷村       | 櫻谷村          | 1920年4月1日 併入富山市      | 富山市                       | 富山市                      | 富山市                     | 富山市                    | 2005年4月1日 合併為富山市  | 2005年4月1日 合併為富山市  |
| 東吳羽村     | 東吳羽村        | 1926年7月1日 併入富山市      | 富山市                       | 富山市                      | 富山市                     | 富山市                    | 2005年4月1日 合併為富山市  | 2005年4月1日 合併為富山市  |
| 神明村       | 神明村          | 神明村                       | 1940年9月1日 併入富山市      | 富山市                      | 富山市                     | 富山市                    | 2005年4月1日 合併為富山市  | 2005年4月1日 合併為富山市  |
| 四方町       | 四方町          | 四方町                       | 四方町                       | 1954年3月30日 合併為和合町  | 1954年3月30日 合併為和合町 | 1960年10月1日 併入富山市  | 2005年4月1日 合併為富山市  | 2005年4月1日 合併為富山市  |
| 百塚村       | 百塚村          | 百塚村                       | 1941年2月11日 合併為八幡村   | 1954年3月30日 合併為和合町  | 1954年3月30日 合併為和合町 | 1960年10月1日 併入富山市  | 2005年4月1日 合併為富山市  | 2005年4月1日 合併為富山市  |
| 草島村       |                 |                              | 1941年2月11日 合併為八幡村   | 1954年3月30日 合併為和合町  | 1954年3月30日 合併為和合町 | 1960年10月1日 併入富山市  | 2005年4月1日 合併為富山市  | 2005年4月1日 合併為富山市  |
| 八幡村       |                 |                              | 1941年2月11日 合併為八幡村   | 1954年3月30日 合併為和合町  | 1954年3月30日 合併為和合町 | 1960年10月1日 併入富山市  | 2005年4月1日 合併為富山市  | 2005年4月1日 合併為富山市  |
| 倉垣村       |                 |                              |                              | 1954年3月30日 合併為和合町  | 1954年3月30日 合併為和合町 | 1960年10月1日 併入富山市  | 2005年4月1日 合併為富山市  | 2005年4月1日 合併為富山市  |
| 西吳羽村     | 西吳羽村        | 西吳羽村                     | 1940年5月1日 合併為吳羽村    | 1954年3月1日 合併為吳羽町   | 1954年3月1日 合併為吳羽町  | 1965年4月1日 併入富山市   | 2005年4月1日 合併為富山市  | 2005年4月1日 合併為富山市  |
| 古澤村       |                 |                              | 1940年5月1日 合併為吳羽村    | 1954年3月1日 合併為吳羽町   | 1954年3月1日 合併為吳羽町  | 1965年4月1日 併入富山市   | 2005年4月1日 合併為富山市  | 2005年4月1日 合併為富山市  |
| 長岡村       |                 |                              |                              | 1954年3月1日 合併為吳羽町   | 1954年3月1日 合併為吳羽町  | 1965年4月1日 併入富山市   | 2005年4月1日 合併為富山市  | 2005年4月1日 合併為富山市  |
| 寒江村       |                 |                              |                              | 1954年3月1日 合併為吳羽町   | 1954年3月1日 合併為吳羽町  | 1965年4月1日 併入富山市   | 2005年4月1日 合併為富山市  | 2005年4月1日 合併為富山市  |
| 老田村       |                 |                              |                              | 1954年3月1日 合併為吳羽町   | 1954年3月1日 合併為吳羽町  | 1965年4月1日 併入富山市   | 2005年4月1日 合併為富山市  | 2005年4月1日 合併為富山市  |
| 池多村       | 池多村          | 池多村                       | 池多村                       | 池多村                      | 1959年4月1日 併入吳羽町    | 1965年4月1日 併入富山市   | 2005年4月1日 合併為富山市  | 2005年4月1日 合併為富山市  |
| 池多村       | 池多村          | 池多村                       | 池多村                       | 池多村                      | 1959年4月1日 併入小杉町    | 1959年4月1日 併入小杉町   | 2005年11月1日 合併為射水市 | 2005年11月1日 合併為射水市 |

## 交通

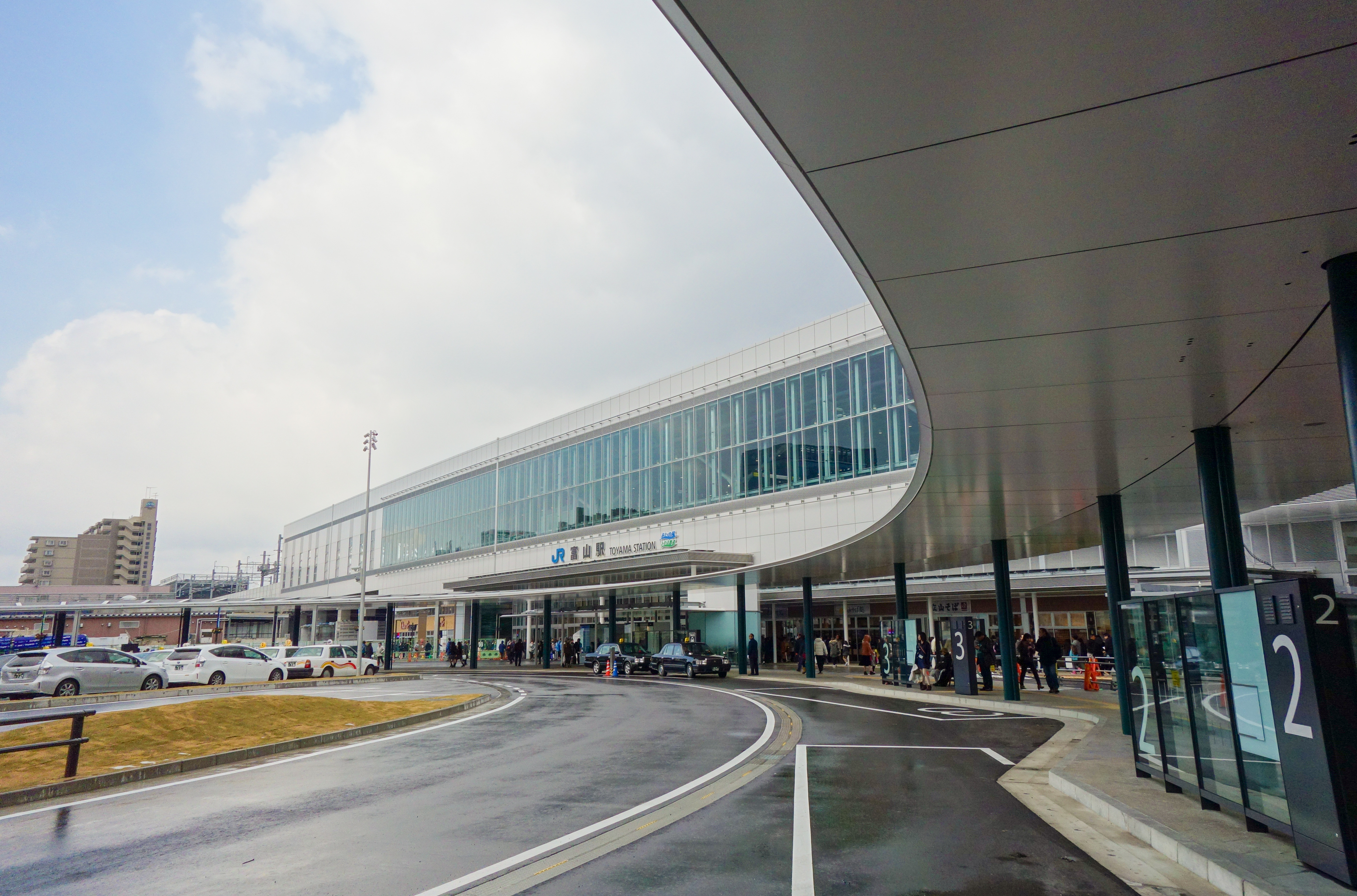
富山車站

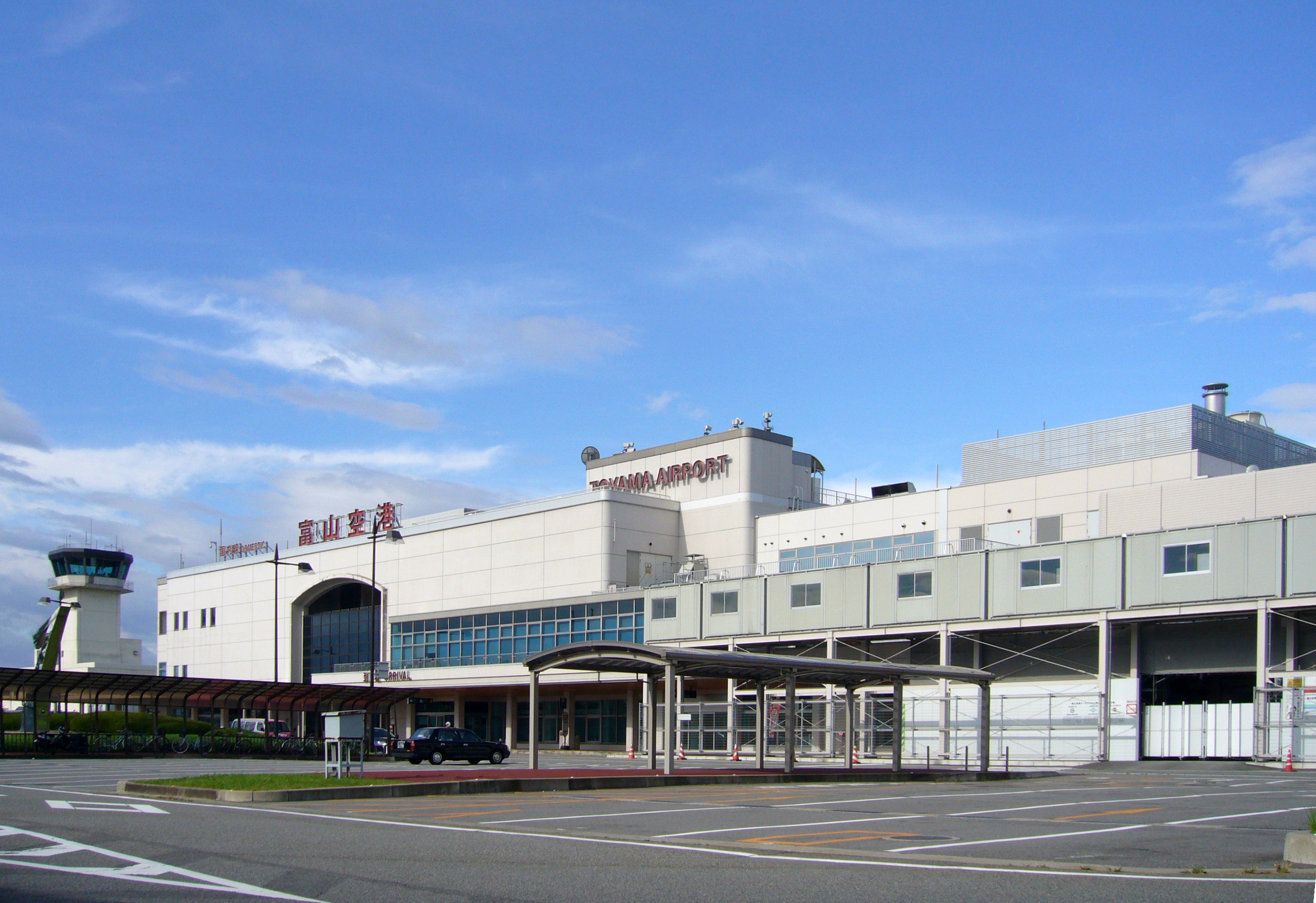
富山機場

富山地方鐵道路網圖

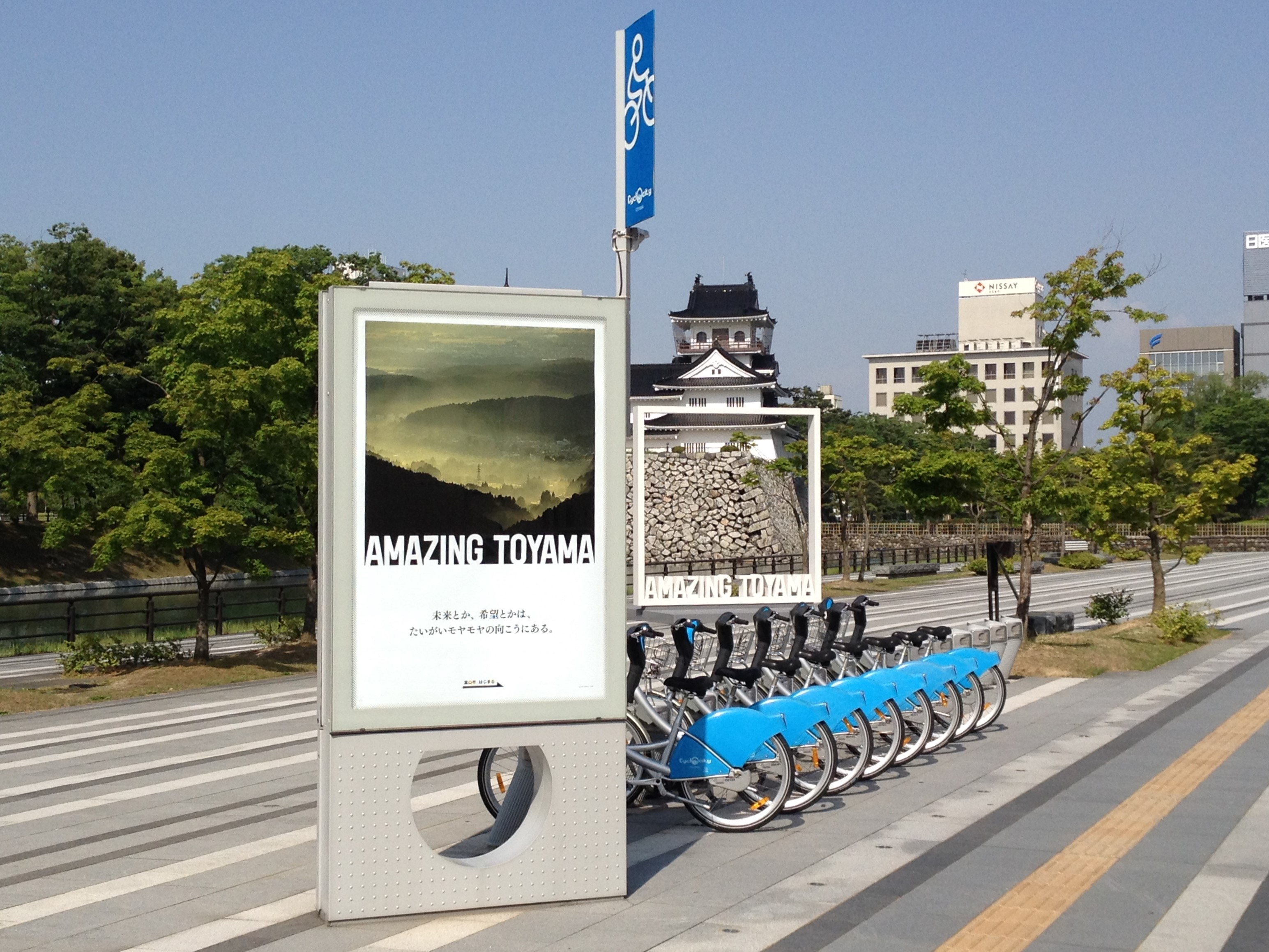
富山市的公共自行車

西日本旅客鐵道的北陸新幹線為市區內主要的對外長途交通，自富山車站經北陸新幹線約可在兩個半小時抵達東京車站；愛之風富山鐵道線則可往東往西連結富山縣內其他區域，高山本線則可往南越過飛驒高地一路通至岐阜縣的岐阜市，也因為岐阜縣屬於東海旅客鐵道的營運範圍，高山本線上位於市內最南端的豬谷車站就成為西日本旅客鐵道與東海旅客鐵道之間的邊界車站。此外在市內還有富山地方鐵道經營的多條鐵路路線，可自富山車站連結市區及市區周邊區域，並可接往東側的立山町、舟橋村、上市町、滑川市、魚津市、黑部市等地。
富山縣內唯一的機場富山機場位於市區的西南側，是日本唯一利用河川高灘地上興建的機場，包含機場跑道與停機坪在內的設施都位於神通川右岸的高灘地上；但機場跑道南北兩端也因此皆受到橋樑的阻礙，除了跑道長度僅有2,000公尺，也無法裝設儀器降落系統，導致在冬季常因天候因素而無法起降。目前國內線僅有全日本空輸經營往返東京國際機場及新千歲機場的定期客運航線。
高速公路北陸自動車道則是自市中心南側通過，轄內其他主要的公路還包括國道8號、國道41號、國道359號、國道415號。富山地方鐵道、西武巴士、西日本JR巴士、JR巴士關東、日本中央巴士、阪急巴士、名鐵巴士、新潟交通等多家業者有經營自富山駛往東京、大阪市、名古屋市、新潟市、金澤市等地的城際高速巴士。
市內的路線客運也是由富山地方鐵道經營，市區內還有自2010年起委託法商德高集團經營的公共自行車系統「Cyclocity」。

### 鐵路
- 西日本旅客鐵道
  - 北陸新幹線：（←滑川市） - （富山市） - （上市町） - 富山車站 - （射水市→）
  - 高山本線：（東海旅客鐵道） - 豬谷車站 - 榆原車站 - 笹津車站 - 東八尾車站 - 越中八尾站 - 千里車站 - 速星車站 - 婦中鵜坂車站 - 西富山車站 - 富山車站
- 東海旅客鐵道
  - 高山本線：（←飛驒市） - 豬谷車站 - （西日本旅客鐵道）
- 愛之風富山鐵道
  - 愛之風富山鐵道線：（←射水市） - 吳羽車站 - 富山車站 - 富山貨運站 - 新富山口站 - 東富山車站 - 水橋車站 - （滑川市→）
- 富山地方鐵道
  - 本線：電鐵富山車站 - 稻荷町車站 - 新庄田中車站 - 東新庄車站 - 越中荏原車站 - 越中三鄉車站 - （舟橋村→）
  - 不二越線：稻荷町車站 - 榮町車站 - 不二越車站 - 大泉車站 - 南富山車站
  - 上瀧線：南富山車站 - 朝菜町車站 - 上堀車站 - 小杉車站 - 布市車站 - 開發車站 - 月岡車站 - 大車站 - 上瀧車站 - 大川寺車站 - （立山町）
  - 立山線：（立山町） - 有峰口車站 - 本宮車站 - （立山町）
  - 富山港線：富山站停留場 - 橡樹運河公園酒店富山前停留場 - INTEC本社前停留場 - 龍谷富山高校前（永樂町）停留場 - 奧田中學校前車站 - 下奧井車站 - 粟島（大阪屋分店前）站 - 越中中島車站 - 城川原車站 - 犬島新町車站 - 蓮町（馬場記念公園前）車站 - 萩浦小學校前車站 - 東岩瀨車站 - 競輪場前車站 - 岩瀨濱車站
  - 富山軌道線

### 公路
高速公路
- 北陸自動車道：（射水市） - 富山西交流道（日语：富山西インターチェンジ） - 富山交流道 - 流杉停車區（日语：流杉パーキングエリア） - （立山町）

## 觀光資源
富山城雖然已在19世紀末遭到拆除，不過在1954年配合「富山產業大博覧會」興建了模擬天守，同時也作為富山市鄉土博物館對外展出富山當地的歷史文物資料；富山城區域也成為富山城址公園，園內還有由當地商人捐贈的佐藤紀念美術館。在富山城址公園北側松川畔的松川公園除了是著名賞櫻景點外，也開設有松川遊覽船可以從水上欣賞松川沿岸約2.5公里長河岸的櫻花景色。
也由於過去富山製藥的歷史，在市區周邊有池田屋安兵衛商店、富山市賣藥資料館、藥種商之館金岡邸、廣貫堂資料館多個以製藥歷史為主題的景點,

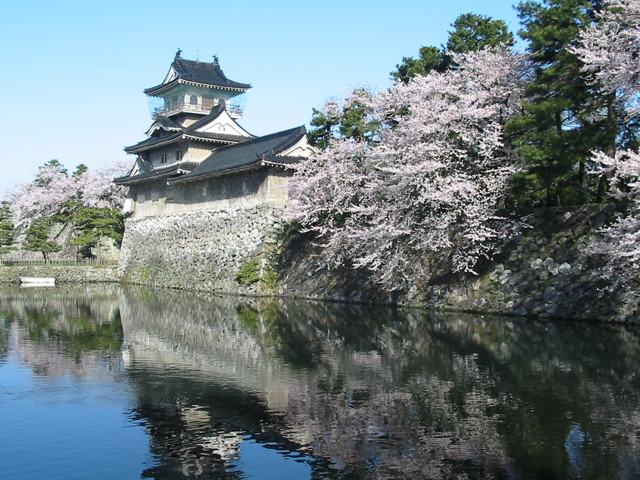
春天的富山城
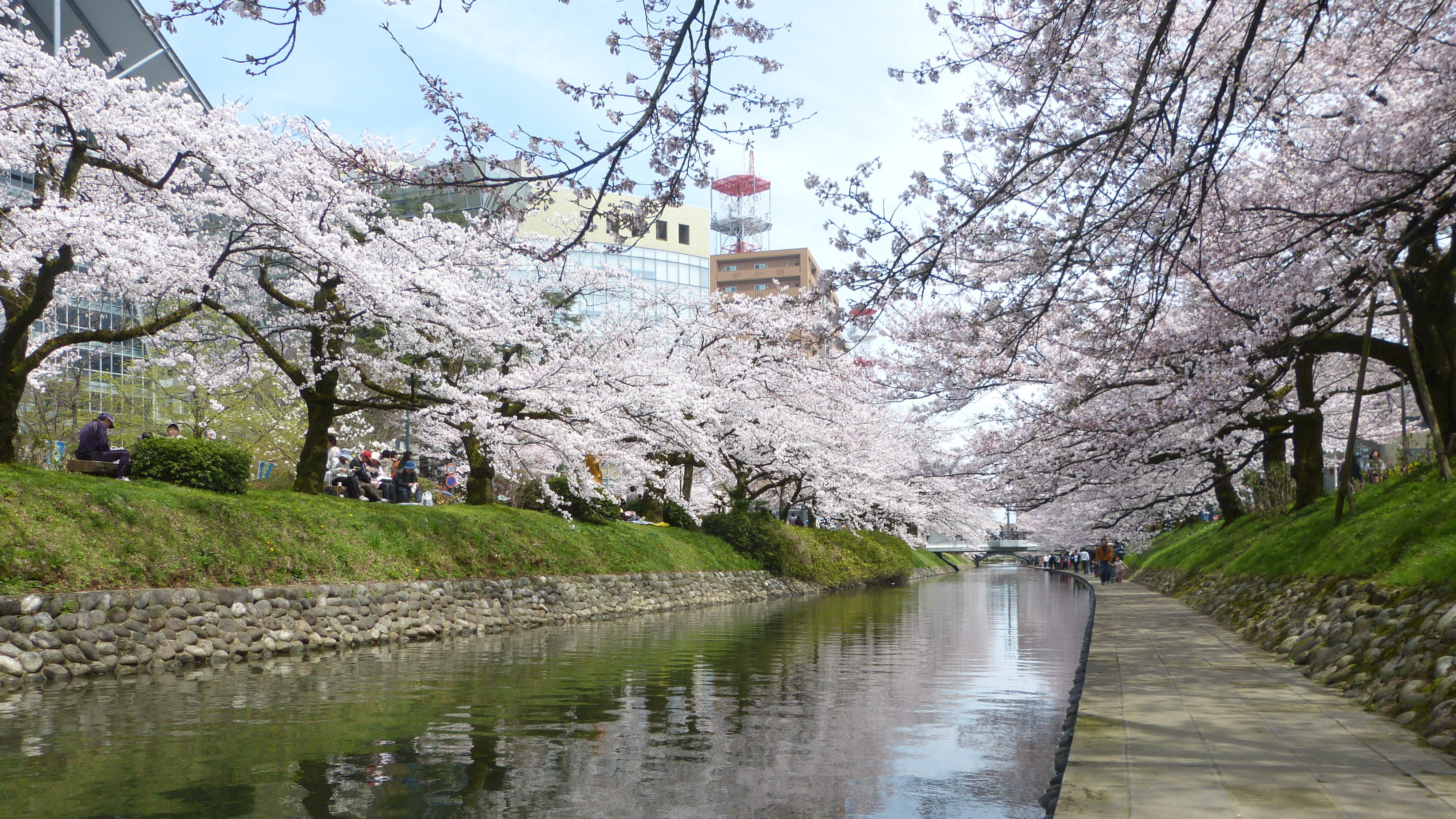
松川河岸的櫻花
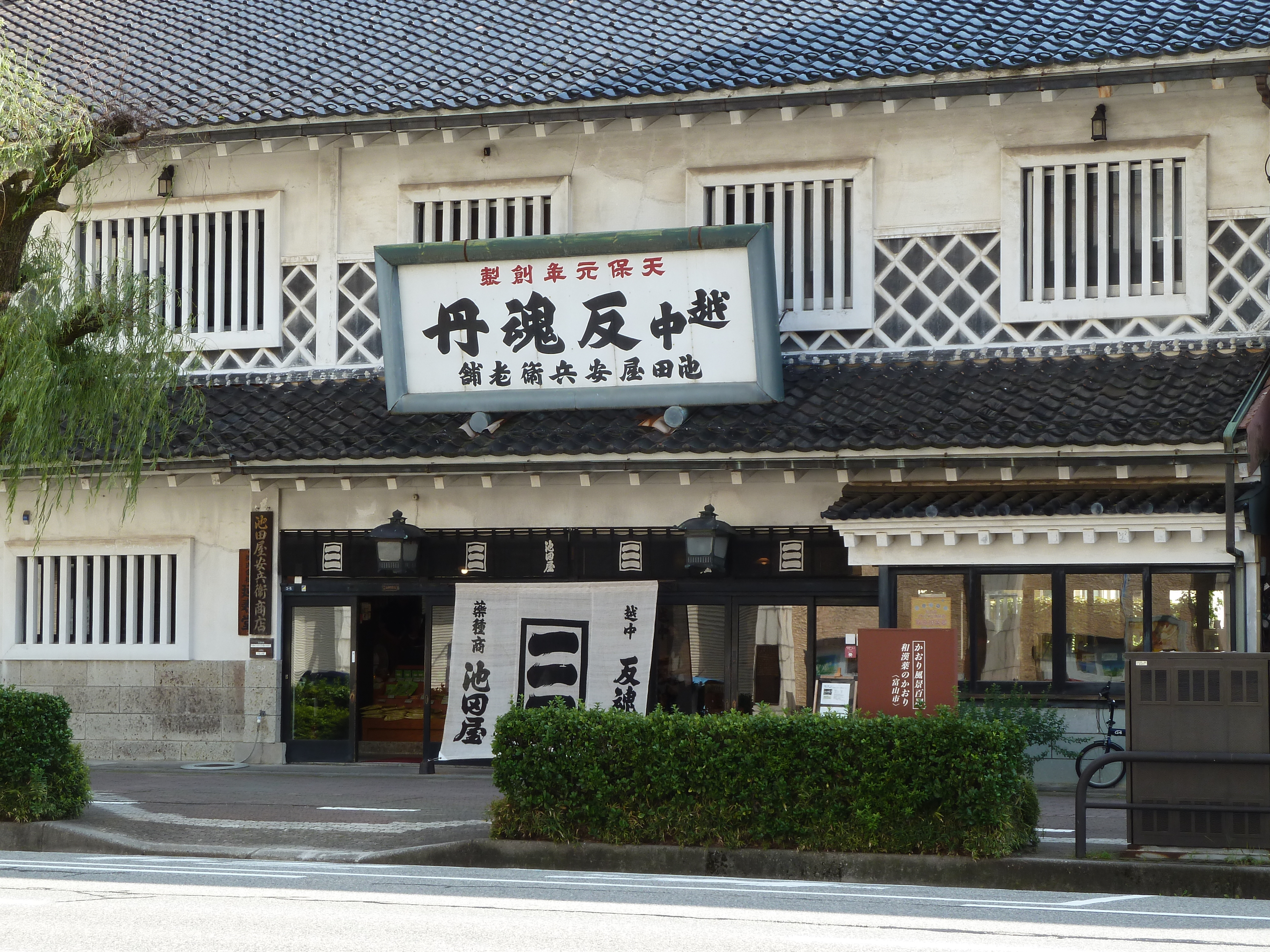
池田屋安兵衛商店

## 教育
國立的富山大學在富山市內有五福和杉谷兩個校區，五福校區也是富山大學校本部所在地，大部分科系都設於此，杉谷校區則是是醫學部和藥學部在使用，該校區也是由過去舊富山醫科藥科大學與富山大學整併後而組成。
此外在富山市內還有富山國際大學和桐朋學園大學院大學兩所在1990年代成立的私立大學，富山國際大學以現在社會學部及兒童育成學部為主，桐朋學園大學院大學則是僅開設音樂碩士課程，為位於東京以音樂為主的桐朋學園大學的關係學校。

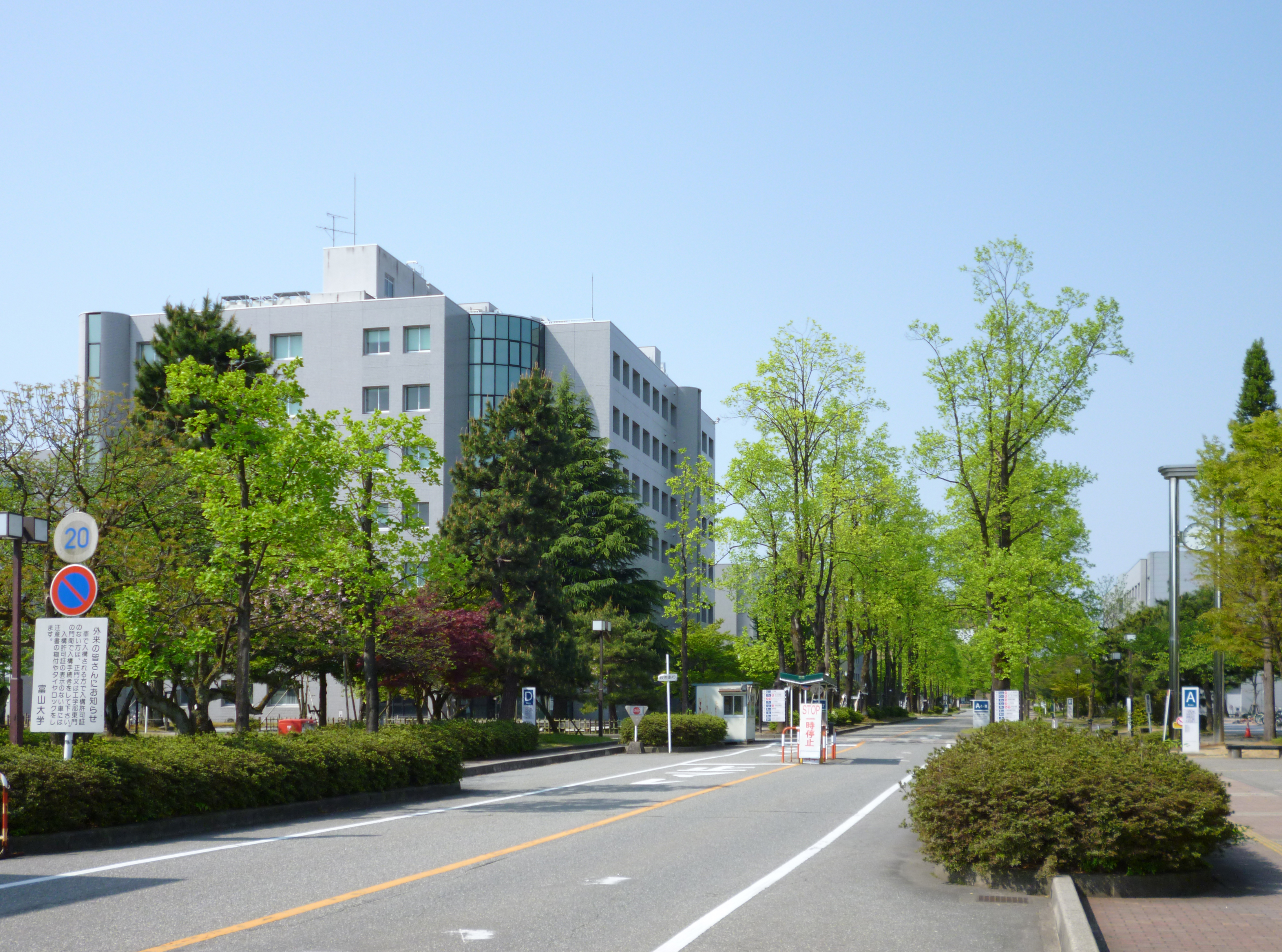
富山大學五福校區
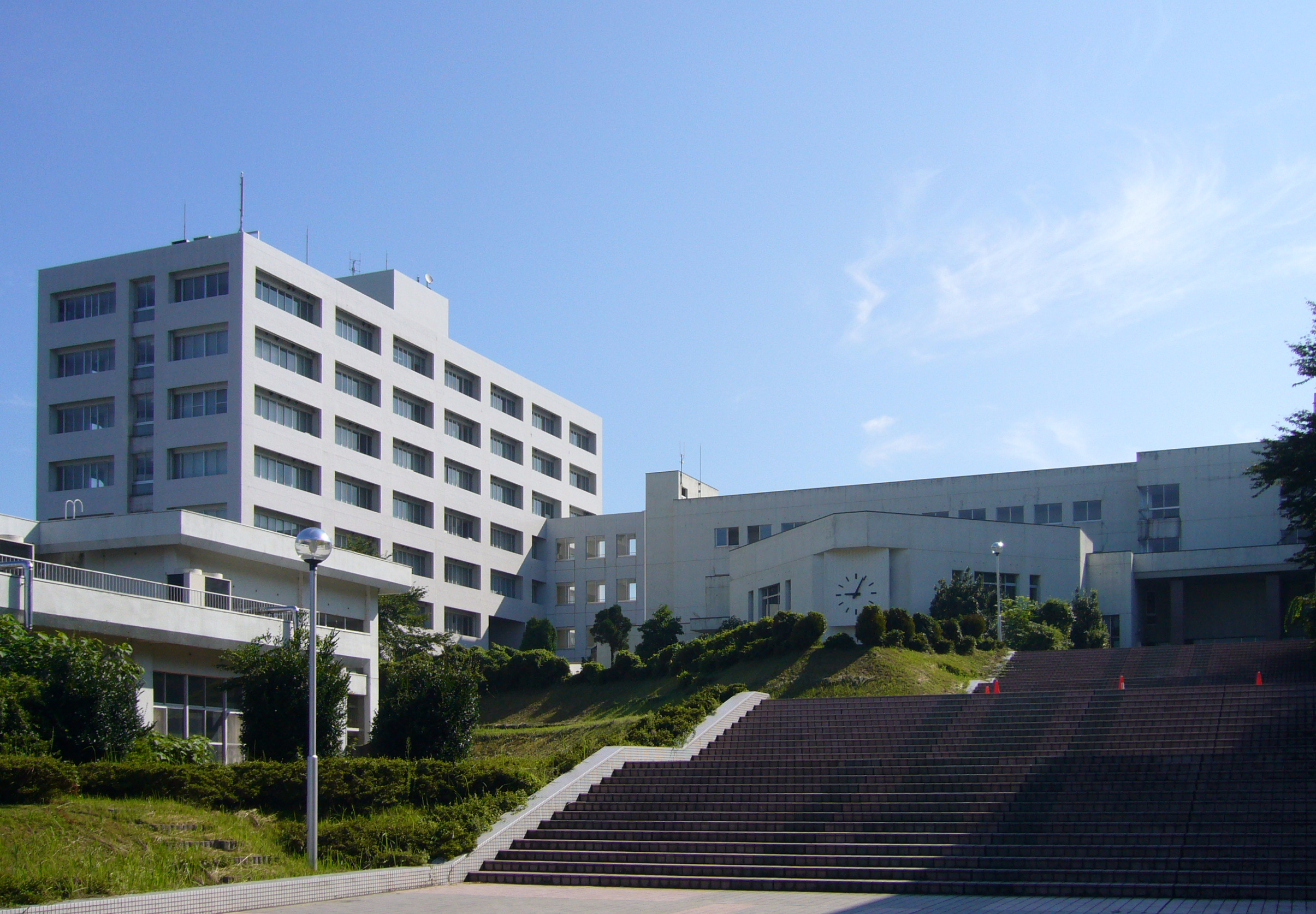
富山大學杉谷校區
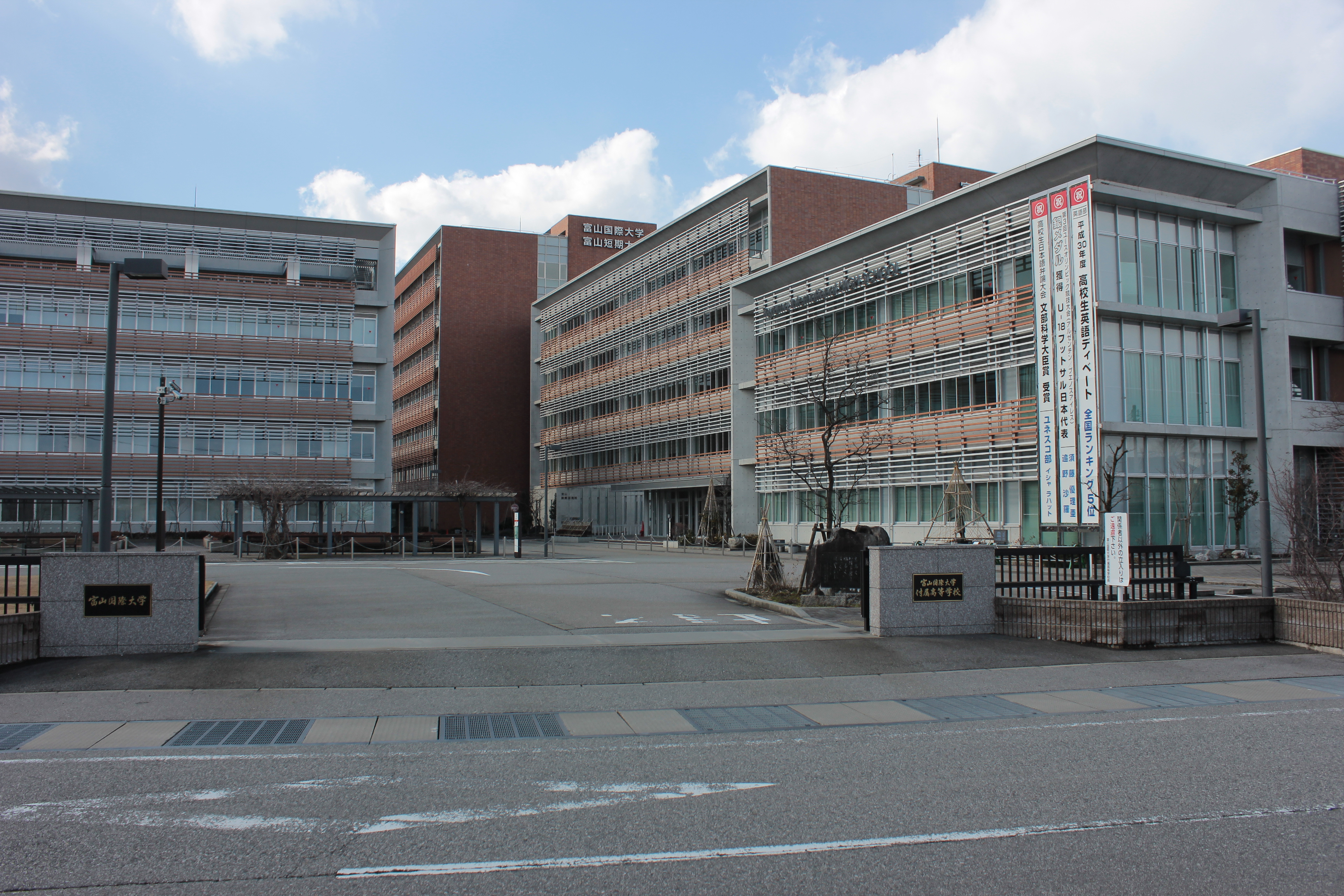
富山國際大學
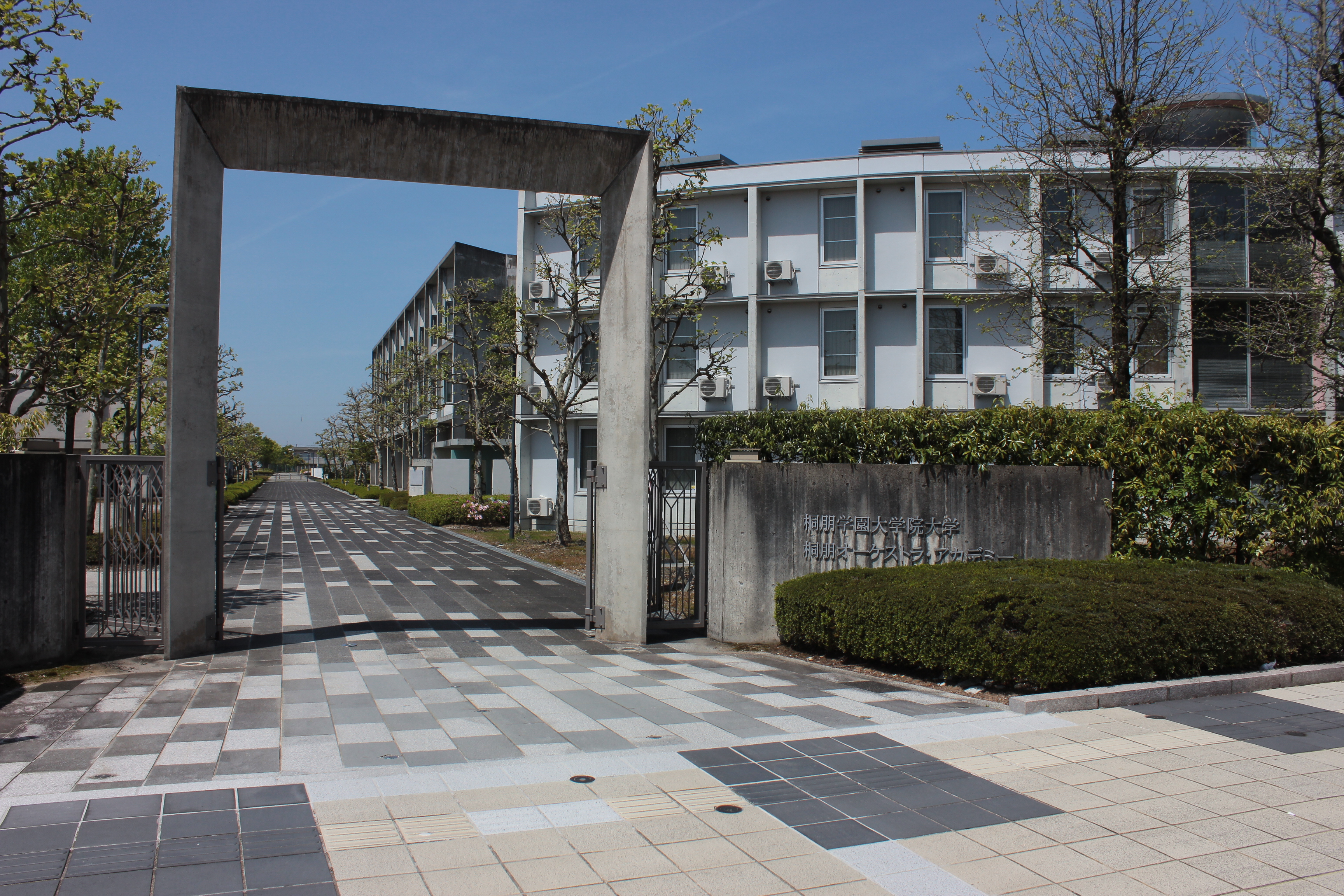
桐朋學園大學院大學

## 姊妹、友好城市

### 海外
- 摩基达斯克鲁易斯市（巴西圣保罗州）
兩地於1979年締結為姊妹城市。[23]
- 秦皇島市（中國河北省）
兩地於1981年締結為姊妹城市。[23]
- 德罕（美國北卡羅來納州德罕郡）
兩地於1989年締結為姊妹城市。[23]
- 威靈頓（英语：Wellington, New South Wales）（澳洲新南威爾士州威靈頓郡（英语：Wellington County, New South Wales））
兩地於1992年締結為姊妹城市。[23]

## 備註
1. ↑  於1871年由原富山藩改設而成的富山縣，與現在於1883年成立至今的富山縣沒有直接關係。

## 外部連結
- （日語） 富山市政府的Facebook專頁
- （日語） 富山市的觀光官方網站 （页面存档备份，存于） - 富山市觀光協會
- （日語） 富山市觀光協會的Facebook專頁